# X Tauri
X Tauri är en blå-vit stjärna av visuell magnitud 7,7 i stjärnbilden Oxen. Den misstänktes vara variabel. Noggranna mätningar har emellertid visat att den inte är variabel.